# Gonomyia (Megalipophleps) nigripennis
Gonomyia (Megalipophleps) nigripennis is een tweevleugelige uit de familie steltmuggen (Limoniidae). De soort komt voor in het Australaziatisch gebied.